# Ewa Laurance
Ewa Laurance (geborene Ewa Svensson; zwischenzeitlich auch Ewa Mataya bzw. Ewa Mataya Laurance; * 26. Februar 1964 in Gävle) ist eine schwedische Poolbillardspielerin. Darüber hinaus ist sie Autorin von drei Büchern über den Billardsport.

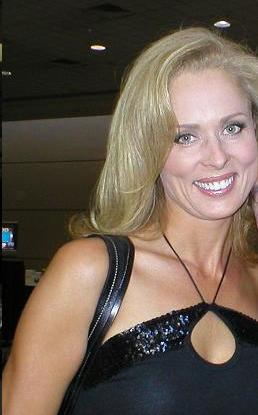
Ewa Laurance (2007)

## Leben
Laurance begann mit 14 Jahren in ihrer Heimatstadt Gävle mit dem Billardspielen. Schon ein Jahr später gewann sie den nationalen Meistertitel im 9-Ball. Zwei Jahre später, im Alter von 17 Jahren gewann sie bei der Poolbillard-Europameisterschaft 1981 in Bern den Titel im 14 und 1 endlos. Kurze Zeit später zog sie in die Vereinigten Staaten nach New York und heiratete dort 1982 den Poolbillardspieler Jimmy Mataya. In Anlehnung an ihre schwedische Herkunft hat sie auch den Spitznamen Striking Viking.
In den Jahren 1988 und 1991 gewann sie den Titel im US-Open im 9-Ball. 1992 zierte sie als erste und bislang einzige Poolbillardspielerin die Titelseite des New York Times Magazine. In dieser Zeit begann auch ihre langjährige Zusammenarbeit mit dem Billardtischhersteller Brunswick.
Nachdem ihre erste Ehe geschieden wurde, heiratete sie 1994 den Sportmoderator Mitch Laurence. Im selben Jahr gewann sie in Chicago die WPA 9-Ball-Weltmeisterschaft der Damen.
2004 wurde sie in die Hall of Fame des Billiard Congress of America aufgenommen. 2005 folgte ein Titel bei der Women's Trick Shot Challenge in Las Vegas. 2008 spielte sie in der Halbzeit eines NBA-Basketballspiels der Cleveland Cavaliers eine Schauveranstaltung.
Im Januar 2012 gewann sie mit der WPBA Masters Championship einen weiteren großen Titel.

## Schriften
- The Ewa Mataya Pool Guide (1995) – ISBN 978-0-380-77645-0 (zusammen mit Bob Brown)
- The Complete Idiot's Guide to Pool & Billiards (1998) – ISBN 978-1-59257-287-8 (zusammen mit Thomas C. Shaw)
- Quick Start Guide to Pocket Billiards (2003) – ISBN 978-0-07-141520-0 (zusammen mit Steve Mizerak und Jerry Forsyth)

## Weblink
- Homepage von Eva Laurance